# Irvin Bertrand
Irvin Bertrand (* 6. Februar 2000 in Suresnes) ist ein französischer Tischtennisspieler.
2015 wurde Irvin Bertrand in Bratislava Schüler-Europameister mit der französischen Mannschaft, zudem gewann er das Doppel mit Lilian Bardet, im Einzel wurde er Dritter. Im gleichen Jahr wurde er Profi und übersiedelte nach Deutschland. Er trainierte in Ochsenhausen und spielte mit dem SC Staig in der Regionalliga. Später schloss er sich dem Zweitbundesligisten 1. FSV Mainz 05 an, den er 2019 verließ. Ab der Saison 2021/22 war er in der Tischtennis-Bundesliga für den Post SV Mühlhausen aktiv, 2025 wechselt er zu Werder Bremen.